# Cavidad orbitaria

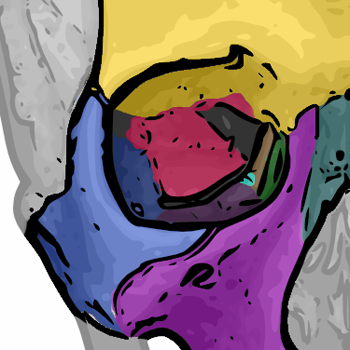
Se encuentran 7 huesos en la órbita:
amarillo: hueso frontal,
verde: hueso lagrimal,
marrón: hueso etmoides,
azul: hueso cigomático,
morado: hueso maxilar,
azul cielo: hueso palatino,
rojo: hueso esfenoides.

Las cavidades orbitarias son las dos cavidades situadas a ambos lados de la línea media de la cara destinadas a alojar los globos oculares y sus anexos. Las estructuras óseas que las delimitan se denominan órbitas. El término anatómico "orbita" fue acuñado por Gerardo de Cremona.

## Características generales
Su forma es de pirámide cuadrangular con un eje oblicuo de delante a atrás y de fuera adentro. Su profundidad oscila entre individuos desde los 50 a los 50 mm, su anchura en la base es en promedio de 60 mm, y su altura de unos 35 mm.
El volumen contenido en su interior es de aproximadamente 30 mL, el cual está formado por el globo ocular, el nervio óptico, la musculatura extraocular, el paquete vásculo-nervioso (arteria, vena y nervio), la glándula lacrimal y la grasa periorbitaria.
Sus cuatro paredes son la superior, la inferior, la interna o medial y la externa o lateral. Las paredes internas de ambas órbitas son paralelas, y el ángulo que forma el eje principal de la órbita con esa pared interna es de 22,5°.
Su superficie interna está tapizada por una membrana fibromuscular denominada periórbita, que a nivel del canal óptico se continúa con la duramadre.
Se denomina reborde orbitario al borde óseo que da entrada a la cavidad orbitaria, el cual está formado por arriba por el arco orbitario del hueso frontal, por dentro y por abajo por la apófisis ascendente del maxilar superior, y por fuera y por abajo, por el borde anterosuperior del hueso malar (o apófisis cigomática).

### Pared superior
| Corte sagital de una órbita                                     | |
| Orificios y estructuras que comunican la órbita con su entorno: | |
| A la cavidad craneal                                            | |
| Agujero óptico                                                  | Nervio óptico Arteria oftálmica |
| Hendidura esfenoidal                                            | Nervios nasal, frontal y lacrimal Raíz simpática del ganglio oftálmico Nervio motor ocular común (III par craneal) Nervio motor ocular externo (VI par craneal) Nervio patético (IV par craneal) Vena oftálmica |
| Conducto etmoidal anterior                                      | Arteria etmoidal anterior Nervio nasal interno |
| Conducto etmoidal posterior                                     | Arteria etmoidal posterior Nervio etmoidal de Luschka |
| A las fosas nasales                                             | |
| Conducto nasal                                                  | Conducto lacrimal |
| Al exterior                                                     | |
| Escotadura supraorbitaria                                       | Nervio frontal externo (supraorbitario) Arteria y vena supraorbitarias |
| Conducto suborbitario                                           | Nervio suborbitario Arteria y vena suborbitarias |
| Conducto malar                                                  | Nervio temporomalar Nervio maxilar superior |
| Hendidura esfenomaxilar                                         | Anastomosis venosa Rama orbitaria del nervio maxilar superior |

Está formada por la cara orbitaria del hueso frontal y el ala menor del hueso esfenoides con la sutura que las une. En sentido anterolateral se encuentra la fosa de la glándula lagrimal, y, en su parte anteromedial, la fosita toclear. Esta pared corresponde endocranelamente a la fosa craneal anterior (lóbulo frontal del cerebro). Es delgada atrás y espesa adelante, y se involucra en las fracturas anteriores de la base del cráneo.

### Pared inferior
La pared inferior —o suelo— está formada por la cara superior de la pirámide del maxilar superior, por la cara superior del cigomático y por la cara superior de la apófisis orbitaria del hueso palatino. En la unión de esos tres huesos se forma un surco óseo denominado canal suborbitario.

### Pared interna (medial)
La pared interna, paralela al plano medio del cuerpo, está formada por el hueso lagrimal o unguis, el hueso plano del etmoides, la cara externa del cuerpo del esfenoides y el proceso frontal del hueso maxilar. La lámina papirácea del etmoides es una zona con poco espesor óseo y frecuente afectación por hundimiento en traumatismos graves. En la parte más anterior de esta pared se encuentra el canal lacrimonasal (que desemboca caudal al cornete nasal inferior), y las inserciones de los tendones directo y reflejo del músculo orbicular de los párpados. En su parte posterior se inserta el músculo de Horner (músculo accesorio de bombeo de la lágrima —pars lacrimalis—).

### Pared externa (lateral)
Se corresponde con la fosa temporal. Está formada por el hueso malar o cigomático (apófisis orbitaria), por el ala mayor del esfenoides (cara anterior) y por la parte más externa de la bóveda orbitaria del frontal. Limita por su parte postero-inferior con la hendidura maxilar y por su parte postero-superior con la tendedura esfenoides.

### Vértice
Se corresponde con la porción más interna de la hendidura esfenoidal o fisura orbitaria superior (que comunica la órbita con la fosa pterigomaxilar). Por esta hendidura pasan la vena oftálmica y las venas orbitarias. En su borde interno se inserta el anillo de Zinn (ligamento anular en el que se originan todos los músculos extraoculares, excepto el oblicuo menor).

## Aspectos antropológicos
Las medidas de los diferentes diámetros orbitarios han sido objeto de estudio antropológico por diferentes autores. Se han comparado, entre diferentes etnias y grupos, valores como la anchura interorbitaria (ancho de la raíz nasal), y la anchura y altura orbitarias. Las grandes diferencias entre individuos (incluso del mismo grupo) no permiten extraer promedios estadísticamente significativos entre razas, pero sí entre sexos: las órbitas de las mujeres son, a veces, más altas y proporcionalmente más estrechas que las de los hombres. Utilizando estos dos últimos valores se calcula el índice orbitario, el cual es la relación entre el diámetro vertical y el diámetro transversal ({\displaystyle alturax100/anchura}). Dado que en el adulto predomina el diámetro transversal, este índice tendrá siempre un valor inferior a 100. Utilizando este parámetro, las órbitas se dividen en megasemas (IO mayor de 89), mesosemas (IO de 83 a 88,9) y microsemas (IO por debajo de 83).

## Galería de imágenes

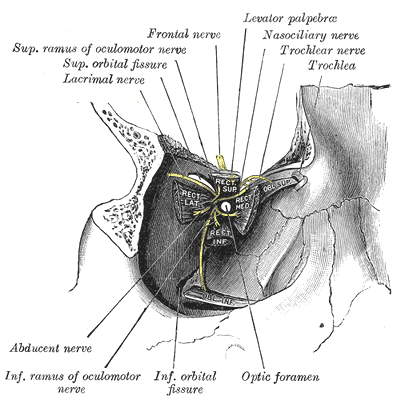
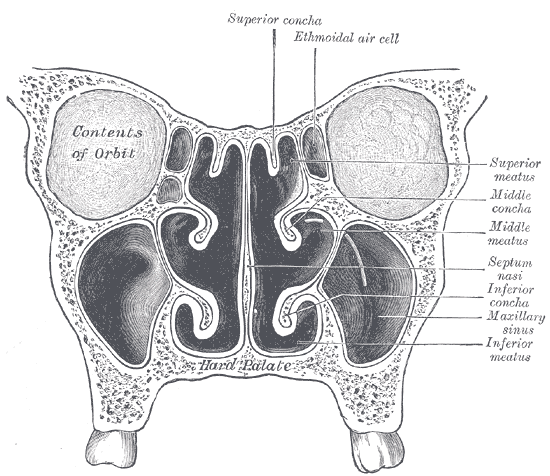
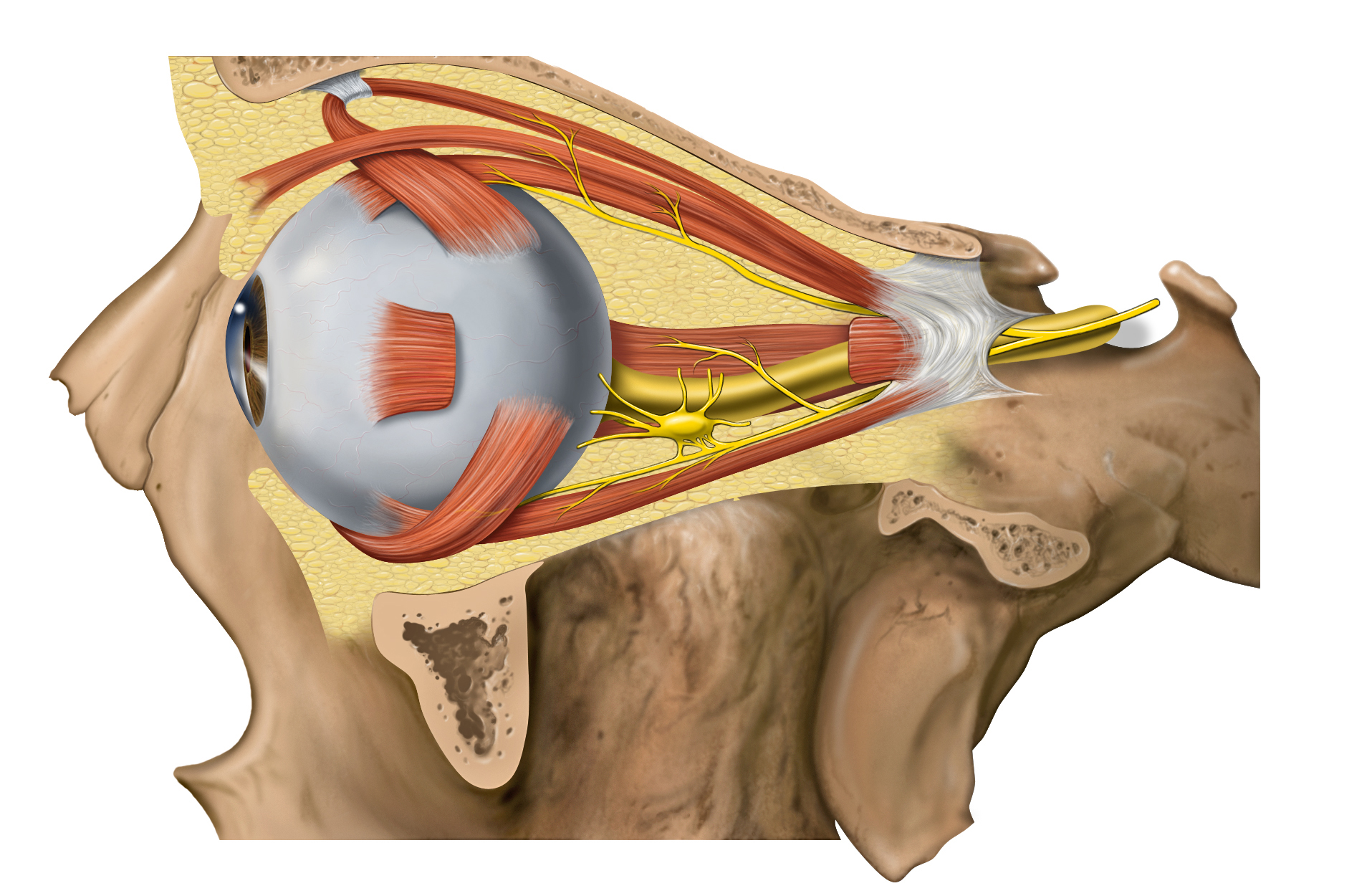
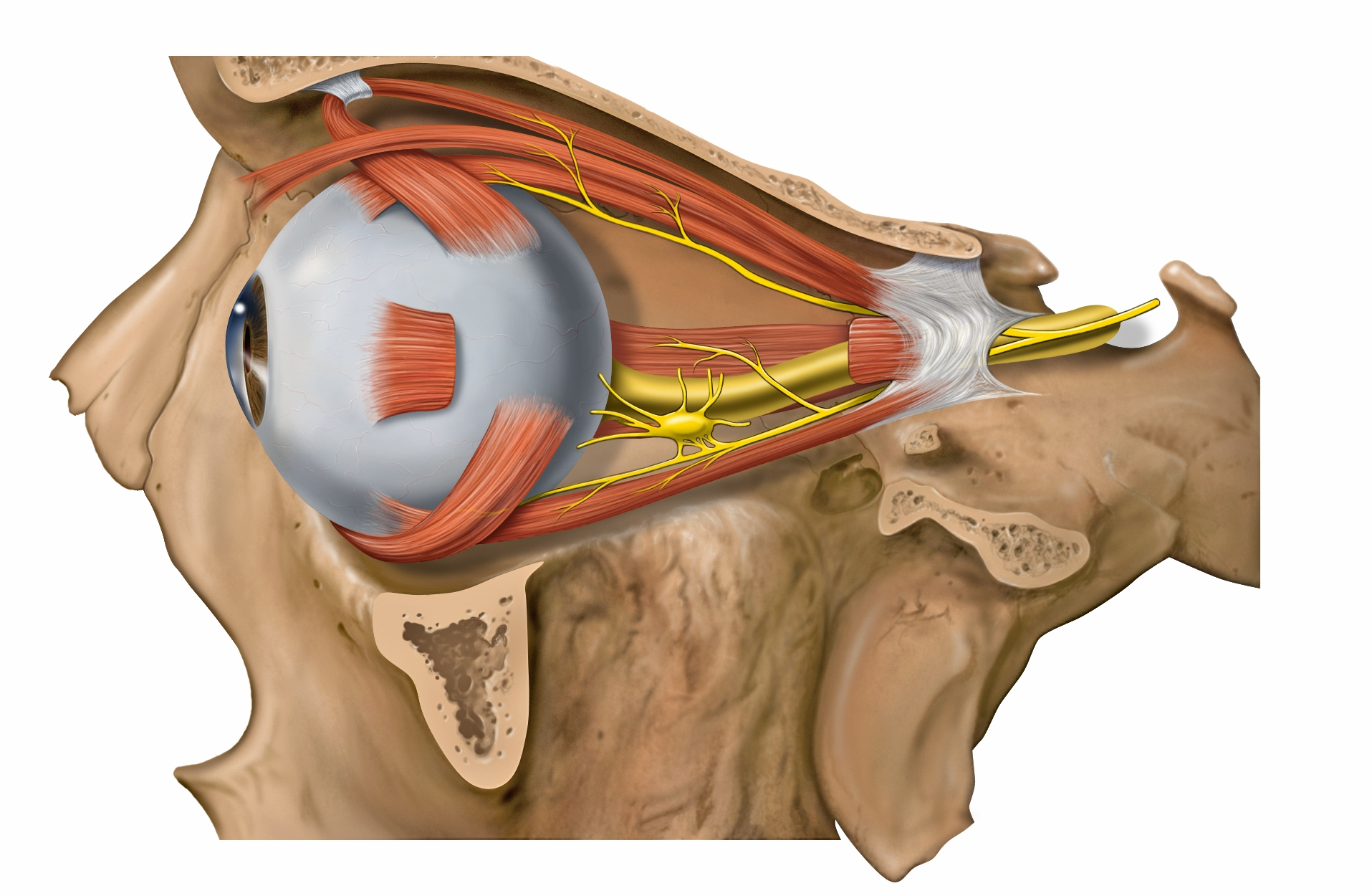
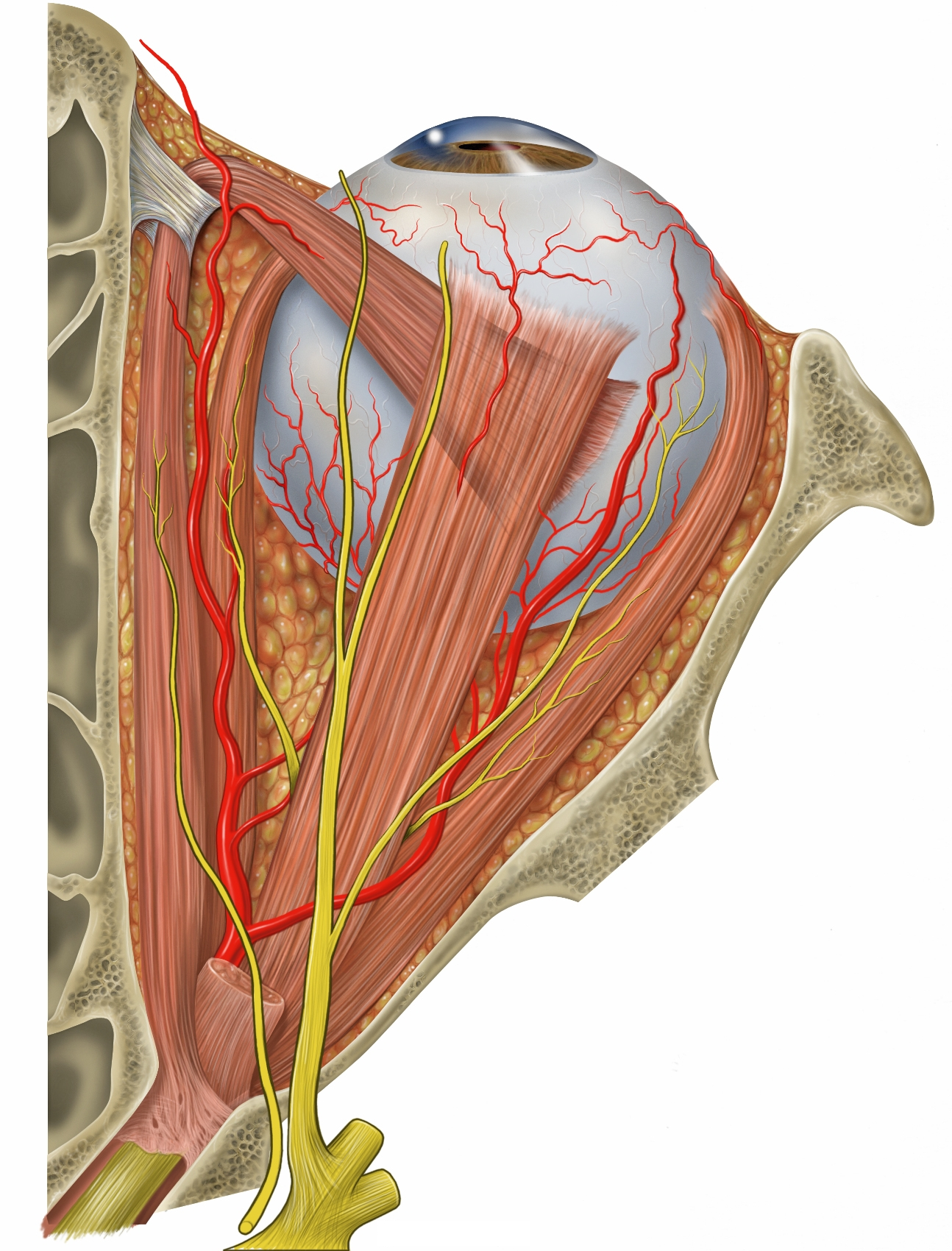
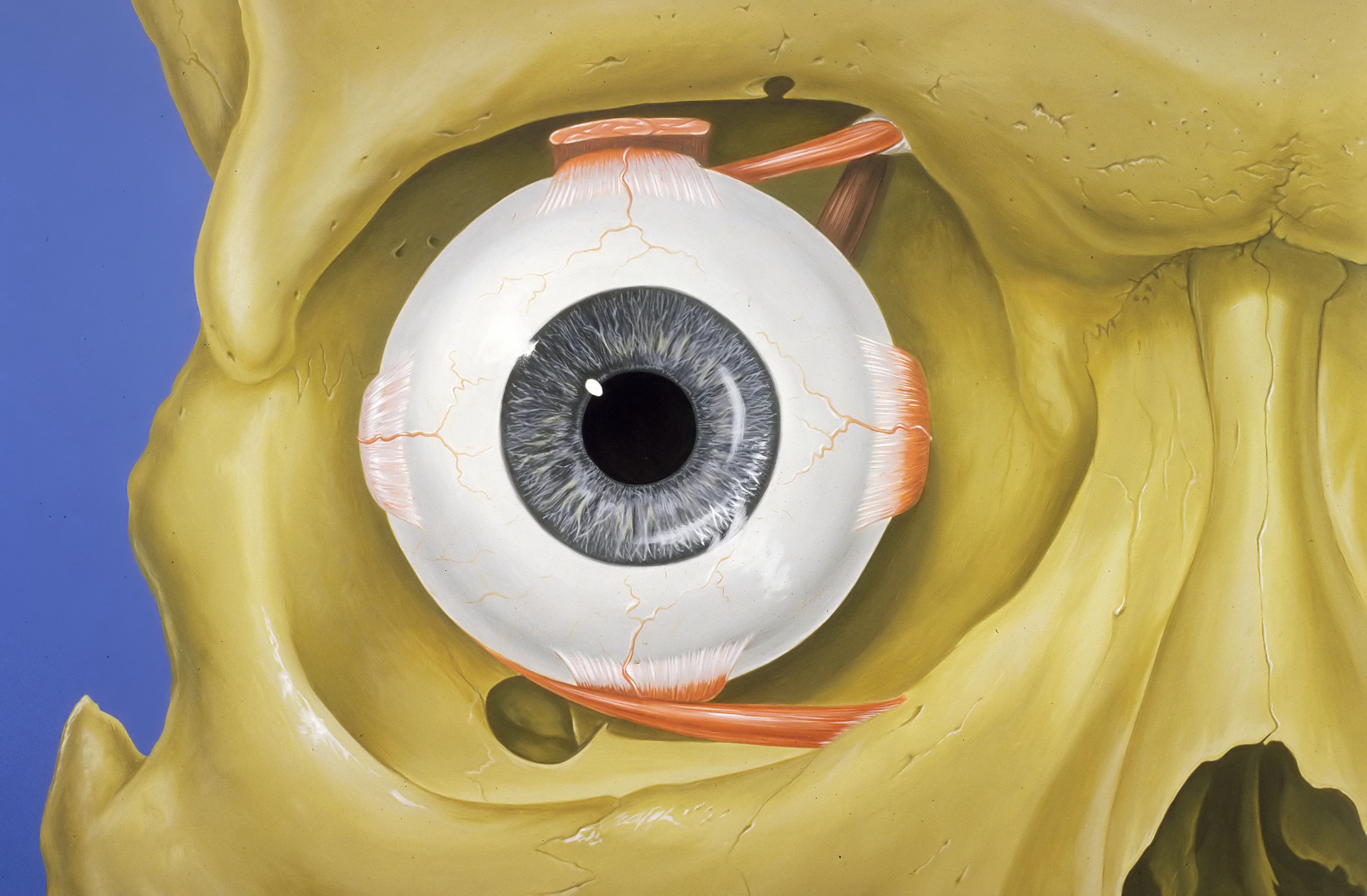
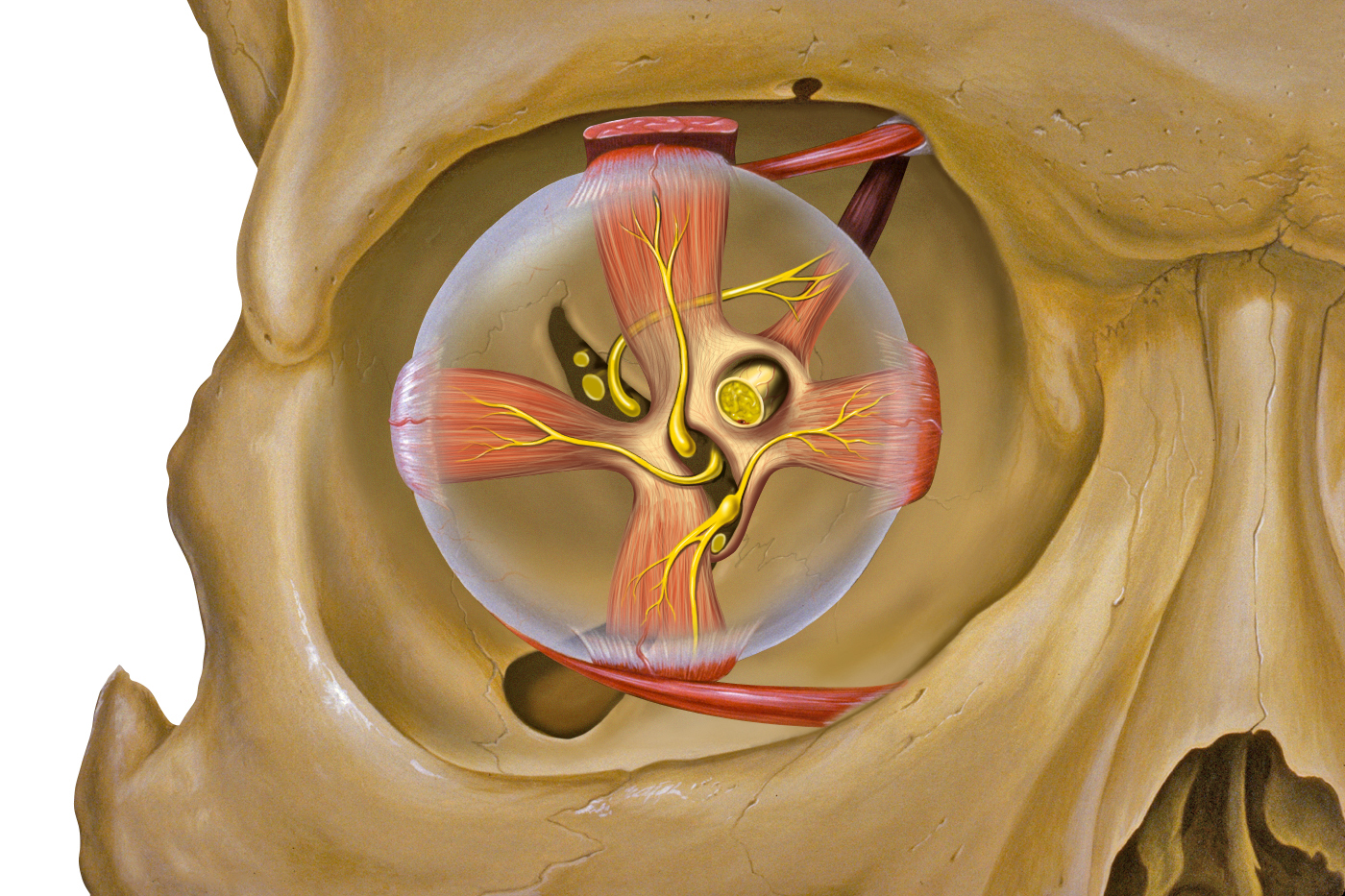
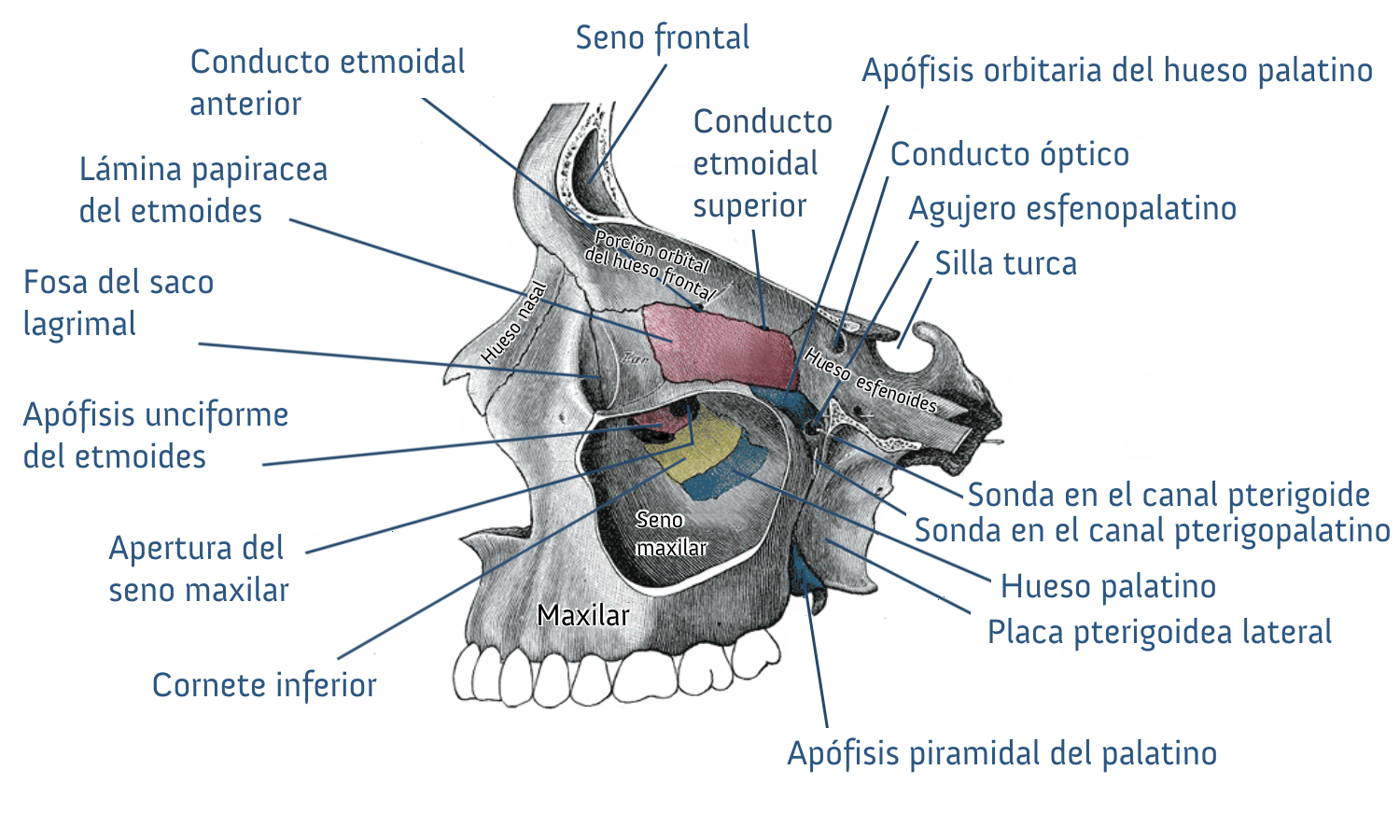